# Anton Skipper
Anton Skipper Hendriksen (født 31. marts 2000) er en dansk fodboldspiller, der spiller for Esbjerg fb i den danske 1. division.

## Opvækst
Anton Skipper Hendriksens familie er fra Lolland, men han er selv vokset op på Vestegnen. Da han gik i skole, sprang han anden klasse over, hvilket han mener har været med til at modne ham.

## Klubkarriere
Skipper Hendriksen startede sin karriere i Brøndby IF som fireårig. Han skiftede siden til Hvidovre IF.
I foråret 2013 skiftede han tilbage til Brøndby IF.

### Brøndby IF
Han skrev april 2015 under på sin første kontrakt med Brøndby IF, der varede frem til sommeren 2017.
Den 30. november 2018 blev det offentliggjort, at Skipper Hendriksen blev ny permanent spiller i Brøndby IF's førsteholdstrup fra foråret 2019. Han skrev samtidig under på sin første fuldtidsproffesionelle kontrakt, der havde en varighed frem til sommeren 2021. Den 28. juli 2019 fik han sin debut i en Superligakamp mod OB, da han startede inde og spillede alle 90 minutter.
Den 29. januar 2021 blev Skipper udlejet til 1. divisionsklubben Hobro IK på en aftale gældende for foråret 2021.